# Ghiacciaio Zapol
Il ghiacciaio Zapol (in inglese: Zapol Glacier) è un ripido ghiacciaio vallivo situato sulla costa di Zumberge, nella parte occidentale della Terra di Ellsworth, in Antartide. In particolare, il ghiacciaio, il cui punto più alto si trova a circa 3.800 m s.l.m., è situato sul versante occidentale della catena principale della dorsale Sentinella, nei monti Ellsworth, tra il ghiacciaio Tulaczyk, a nord, e il ghiacciaio Donnellan, a sud. Da qui esso fluisce verso sud-ovest a partire dal versante occidentale del massiccio Vinson fino ad unire il proprio flusso a quello del ghiacciaio Nimitz, a sud del colle Hodges.

## Storia
Il ghiacciaio Zapol è stato così battezzato nel 2006 dal Comitato consultivo dei nomi antartici in onore del dottor Warren M. Zapol, anestesiologo presso il Massachusetts General Hospital, a lungo tempo impegnato presso la stazione McMurdo in ricerche sulla fisiologia delle foche di Weddell (una ricerca iniziata a metà anni settanta) come parte di un più largo studio inerente alla comprensione del respiro dei mammiferi, utile alla comprensione della sindrome della morte improvvisa del lattante.